# Bela Lugosi's Dead
Bela Lugosi's Dead är en låt gjord av post-punkbandet Bauhaus år 1979. Den släpptes som deras debutsingel på skivbolaget Small Wonder, och har senare inkluderats på samlingsalbumet Crackle. Den anses vara den första rena gothlåten.

## Kuriosa
Filmen The Hunger börjar med att Bauhaus spelar Bela Lugosi's Dead på en nattklubbsscen.